# 井上寿美枝
井上 寿美枝（いのうえ すみえ、1953年10月22日 - ）は、福井放送 (FBC) の元アナウンサー。

## 来歴
福井県福井市出身。福井県立高志高等学校を卒業後の1972年、FBCに入社した。
1988年からは、アナウンス業務と並行して番組制作などのディレクター業務にも携わっていた。また、番組によってはプロデューサーを務めることもあった。2013年に井上がプロデュースした『NNNドキュメント』のFBC制作担当回は、日本民間放送連盟賞のテレビエンターテインメント番組部門で優秀賞を受賞した。
最終役職はエキスパートキャスター。

## 過去の担当番組

### FBCテレビ
- 幼児の世界[6]
- ぶらり子育てしゃべり隊[2]
- おはようふくい730[2]
- 学びEye![2]
- NNNドキュメント 2013年8月26日（25日深夜）放送分「土からのごほうび〜NO！合併と言った町〜」 - プロデューサー[4]

### FBCラジオ
- さわやかFUKUIモーニングワイド
- こんにちはFUKUIアフタヌーンワイド
- いきいき長寿セミナー[6]